# فومینسکی (شهرستان کونوشسکی، استان آرخانگلسک)
فومینسکی (به لاتین: Fominsky) یک منطقهٔ مسکونی در روسیه است که در استان آرخانگلسک واقع شده‌است.